# Toño Rosario

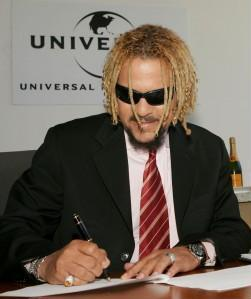
Toño Rosario während einer Autogrammstunde

Toño Rosario (* 3. November 1955 in der Dominikanischen Republik), eigentlich Máximo Antonio del Rosario, auch bekannt als El Cuco, El Kukito, El Rey Del Merengue, El Rompe Puerta oder El King Kong Del Merengue ist ein bekannter Merenguemusiker, Komponist, Songwriter und Produzent. Toño Rosario gehört zu den erfolgreichsten Künstlern des tropischen Merengue aller Zeiten. Er gewann fünfmal den Grammy und verkaufte über 100 Millionen Alben weltweit.

## Werdegang
Toño Rosario hat einen dominikanischen Vater und eine puerto-ricanische Mutter und gründete 1978 mit seinen Brüdern die Gruppe Los Hermanos Rosario. 1990 verließ er die Gruppe und begann eine Solokarriere. Seinen Debütauftritt hatte er am 14. April 1990 im Roberto Clemente Coliseum auf Puerto Rico. Er wurde zum populärsten Merenguemusiker und zwei Alben erreichten den Platinstatus. Auch in den USA wurde seine Musik sehr erfolgreich. Sein Song „Alegria“ wurde zu den Heimspielen der Detroit Tigers im Comerica Park in Detroit gespielt, wenn der Baseballspieler Omar Infante ins Spiel kam.
Toño Rosario gehörte zu den ersten Merenguekünstlern, die eine ausverkaufte Veranstaltung im Madison Square Garden in New York City erreichten.

## Diskografie

### Studioalben
| Jahr | Titel             | Höchstplatzierung, Gesamtwochen, AuszeichnungChartsChartplatzierungen (Jahr, Titel, Platzierungen, Wochen, Auszeichnungen, Anmerkungen) | Anmerkungen |
| Jahr | Titel             | Latin | Anmerkungen |
| ---- | ----------------- | --- | ----------- |
| 1997 | Seguiré           | Latin30 (12 Wo.)Latin |             |
| 1998 | Exclusivo         | Latin11 (21 Wo.)Latin |             |
| 1999 | La Magia del Cuco | Latin50 Platin · (2 Wo.)Latin |             |

Weitere Alben
- 1991: Atado a Tí
- 1991: Toño Rosario y Más
- 1992: Retorno a las Raíces
- 1993: Amor Jollao
- 1994: Me Olvide de Vivir
- 1995: Quiero Volver a Empezar
- 1999: La Alegría del Merengue
- 1999: La Magia del Cuco
- 2000: Yo Soy Toño (US: Platin (Latin))
- 2002: Toño en América
- 2004: Resistiré
- 2006: En Vivo... El Original
- 2007: A Tu Gusto
- 2009: Don’t Worry Be Happy: The Best of Toño Rosario

### Singles

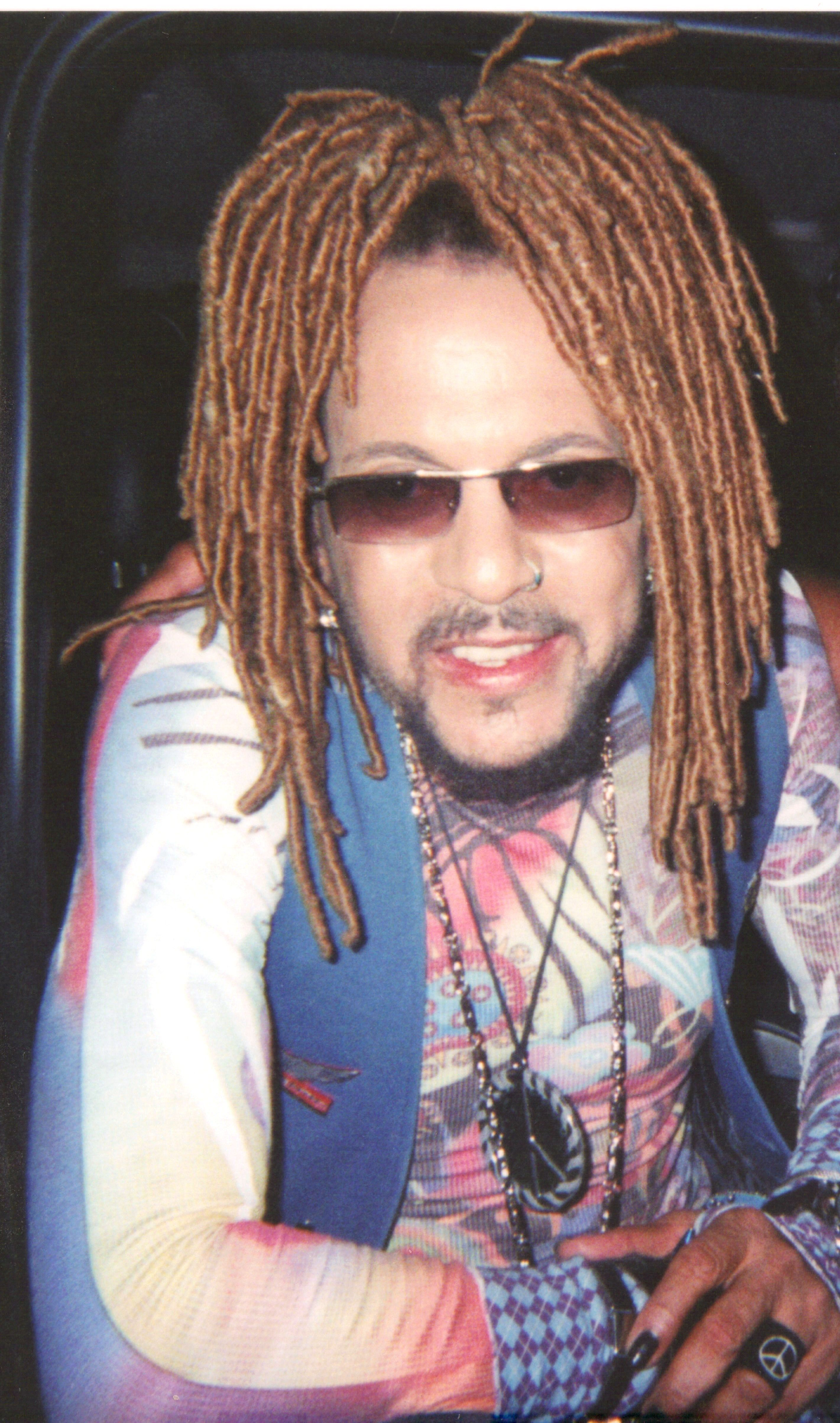
Toño Rosario im Kaskada Park

| Jahr | Titel Album                     | Höchstplatzierung, Gesamtwochen, AuszeichnungChartsChartplatzierungen (Jahr, Titel, Album, Platzierungen, Wochen, Auszeichnungen, Anmerkungen) | Anmerkungen       |
| Jahr | Titel Album                     | Latin | Anmerkungen       |
| ---- | ------------------------------- | --- | ----------------- |
| 1997 | Seguiré                         | Latin24 (3 Wo.)Latin |                   |
| 1997 | Loco, Loco Seguiré              | Latin24 (4 Wo.)Latin |                   |
| 1998 | Asi Fue La Alegría del Merengue | Latin22 (11 Wo.)Latin |                   |
| 1999 | Alegria La Alegría del Merengue | Latin33 (1 Wo.)Latin |                   |
| 2004 | Amigo Mio –                     | Latin44 (3 Wo.)Latin | mit Tego Calderon |
| 2005 | Resistiré                       | Latin44 (2 Wo.)Latin |                   |
| 2007 | Cortame Las Venas A Tu Gusto    | Latin44 (2 Wo.)Latin |                   |

### Gastbeiträge
- 2022: 15,500 Noches (Romeo Santos feat. Toño Rosario, US: Platin (Latin))